# Карагайский
Карага́йский — посёлок в Верхнеуральском районе Челябинской области России. Административный центр Карагайского сельского поселения.

## География
Посёлок находится на берегу озера Карагайское, на расстоянии 35 км к северо-востоку от города Верхнеуральск, административного центра района.

## Население
| 2002 | 2010  |
| ---- | ----- |
| 2132 | ↘1605 |

### Половой состав
По данным Всероссийской переписи, в 2010 году численность населения посёлка составляла 1605 человек (729 мужчин и 876 женщин).

## Улицы
| - пер. Берёзовый, - ул. Верхняя, - ул. Восточная, - ул. Гагарина, - ул. Колхозная, | - ул. Лесная, - ул. Луговая, - ул. Механизаторов, - ул. МТС, - ул. Новостройка, | - ул. Озёрная, - ул. Первомайская, - ул. Плодовый сад, - ул. Придорожная, - ул. Рябиновая, | - ул. Садовая, - пер. Светлый, - ул. Северная, - ул. Советская, - ул. Солнечная, | - ул. Спортивная, - ул. Станичная, - ул. Строителей, - ул. Татищевых, - пер. Школьный. |

## Известные уроженцы
- Виктор (Святин) (1893—1966) — епископ Русской православной церкви, митрополит.
- Хвастунов, Василий Алексеевич (род. 1984) — российский биатлонист, тренер. Мастер спорта России.